# Танагра (рід)
Тана́гра (Tangara) — рід горобцеподібних птахів родини саякових (Thraupidae). Представники цього роду мешкають в Центральній і Південній Америці.

## Опис
Танагри — невеликі птахи, середня довжина яких становить 12-14,5 см, а вага 12,5-31 г. Їх притаманне яскраве, барвисте забарвлення. Найбільше різноманіття тангар спостерігається у вологих гірських тропічних лісах Анд, де в одній змішаній зграї часто можна побачити кілька видів, а також в сельві Амазонії та в атлантичних лісах на сході Бразилії. Танагри віддають перевагу густим вологих тропічним лісам, хоча деякі види трапляюится і у більш відкритих середовищах. Вони живляться плодами, які становлять від 53 до 86% їх раціону, а також комахами, яких ловлять в польоті або шукають серед листя, причому спосіб живлення комахами у різних видів є відмінним. Деякі танагри видають характерні крики, однак загалом їхні голоси не надто виділяються.
Самиці танагр будують чашоподібні гнізда і розміщують їх серед густої рослинності. Вони зазвичай відкладають 2 яйця. Інкубаційний період триває 13-14 днів, пташенята покидають гніздо через 15-16 днів після вилуплення. Самці і самиці годують пташенят комахами і плодами. Деяким видам танагр притаманний колективний догляд за пташенятами.

## Види
Виділяють двадцять сім видів:
- Танагра синя (Tangara vassorii)
- Танагра берилова (Tangara nigroviridis)
- Танагра плямиста (Tangara dowii)
- Танагра панамська (Tangara fucosa)
- Танагра синьоброва (Tangara cyanotis)
- Танагра венесуельська (Tangara rufigenis)
- Танагра блискотлива (Tangara labradorides)
- Гирола (Tangara gyrola)
- Танагра рудокрила (Tangara lavinia)
- Танагра колумбійська (Tangara chrysotis)
- Танагра жовтоголова (Tangara xanthocephala)
- Танагра вогнистощока (Tangara parzudakii)
- Танагра синьовуса (Tangara johannae)
- Танагра золотогруда (Tangara schrankii)
- Танагра золота (Tangara arthus)
- Танагра смарагдова (Tangara florida)
- Танагра цитринова (Tangara icterocephala)
- Танагра райдужна (Tangara fastuosa)
- Танагра малахітова (Tangara seledon)
- Танагра червоношия (Tangara cyanocephala)
- Танагра чорнолоба (Tangara desmaresti)
- Танагра чорногорла (Tangara cyanoventris)
- Танагра сіра (Tangara inornata)
- Танагра бірюзова (Tangara mexicana)
- Танагра зеленоголова (Tangara chilensis)
- Танагра гіацинтова (Tangara callophrys)
- Танагра червоночерева (Tangara velia)

За результатами молекулярно-генетичного дослідження 2014 року, яку показало, що рід Tangara був поліфілітичним, низку видів, які раніше відносили до роду Tangara, було переведено до родів Ixothraupis, Chalcothraupis, Poecilostreptus і Stilpnia.

## Етимологія
Наукова назва роду Tangara походить від тупійського слова, що означало "танцюрист, той, хто обертається". Воно початково використовувалось для позначення манакінів, однак пізніше (Marcgrave, 1648) почало використовувавтися на позначення інших яскравих, схожих на в'юрків птахів.